# Moscow Marriott Hotel Novy Arbat

Готель «Марріотт Новий Арбат»

Марриотт Новый Арбат — п'ятизірковий готель у центрі Москви на вулиці Новий Арбат, 32.
До станції метро «Смоленська» пішки 10 хвилин. Відстань до Київського вокзалу, від якого можна за 35 хвилин доїхати до аеропорту Внуково на поїзді «Аероекспрес», становить 2 км. У готелі 234 номерів, він входить у Мережу готелів Marriott Hotels & Resorts.